# José Figueroa y Torres
José Figueroa y Torres (Marsella, 8 de marzo de 1857-Granada, 11 de junio de 1901), también conocido por su título nobiliario de vizconde de Irueste, fue un político español de la Restauración.

## Biografía
Nació en Marsella el 8 de marzo de 1857. Era hijo de Ignacio de Figueroa y Mendieta, y hermano de Álvaro —el conde de Romanones— y Gonzalo. Fue el primer presidente del Cricket y Foot-Ball (Club) de Madrid, fundado en 1879, la primera sociedad deportiva registrada legalmente en España.
Se estrenó como diputado en Cortes de la Restauración en 1884, tras resultar elegido por el distrito electoral de Guadalajara. Contrajo matrimonio el 3 de abril de 1883 con María Rosario Loring y Heredia, tercera hija de los marqueses de Casa Loring, Jorge Loring y Oyarzábal y Amalia Heredia Livermore. Entre 1891 y 1982 fue diputado por el distrito orensano de Valdeorras. A partir de 1896 obtuvo acta de diputado en las sucesivas elecciones de 1896, 1898, 1899, y 1901 por el distrito jiennense de Baeza.
Desempeñó el cargo de director general de Agricultura, Industria y Comercio entre septiembre y diciembre de 1892.
Se encontró entre los escasos asistentes a la ejecución el 20 de agosto de 1897 de Michele Angiolillo, el asesino de Antonio Cánovas del Castillo. Poco después tomó posesión el 12 de septiembre de ese mismo año del cargo de gobernador civil de la provincia de Madrid, desempeñando el cargo hasta octubre. Durante su mandato impuso multas a las empresas de teatros que terminaban sus funciones más tarde de la una de la madrugada.
Miembro de la Orden de Santiago, ostentó el título nobiliario de iii vizconde de Irueste.
Falleció en la torre de la Justicia de la Alhambra de Granada en la noche del 11 al 12 de junio de 1901; aquejado de una enfermedad, vomitó sangre y en la medianoche perdió la vida en el lugar.